# Aleksander Szemiot
Aleksander Szemiot (ur. 1 lutego 1868, zm. 13 stycznia 1919 pod Nowosiółkami) – podpułkownik piechoty Wojska Polskiego.

## Życiorys
8 grudnia 1918 został przyjęty do Wojska Polskiego z byłych Korpusów Wschodnich i byłej armii rosyjskiej, z zatwierdzeniem posiadanego stopnia podpułkownika i przydzielony do Szkoły Oficerskiej w Dęblinie. 3 stycznia 1919 na czele II batalionu 24 Pułku Piechoty wyruszył z Radomia na odsiecz Lwowa. W Przemyślu uzupełnił wyposażenie i uzbrojenie swojego pododdziału. Poległ 13 stycznia 1919 pod wsią Nowosiółki, w czasie pierwszej walki II/24 pp. 14 października 1920 został pośmiertnie zatwierdzony z dniem 1 kwietnia 1920 w stopniu pułkownika, w piechocie, w grupie oficerów byłych Korpusów Wschodnich i byłej armii rosyjskiej.